# Titularerzbistum Doclea
Doclea ist ein Titularerzbistum der römisch-katholischen Kirche.
Es geht zurück auf einen antiken Bischofssitz in der Stadt Duklja, die sich in der römischen Provinz Dalmatia Superior befand. 
| Titularerzbischöfe von Doclea |                        |                                                                  |                    |               |
| Nr.                           | Name                   | Amt                                                              | von                | bis           |
| 1                             | Pietro Fumasoni Biondi | Apostolischer Delegat und Kurienerzbischof                       | 14. November 1916  | 13. März 1933 |
| 2                             | Paolo Marella          | Apostolischer Delegat Apostolischer Nuntius und Kurienerzbischof | 15. September 1933 | 31. März 1960 |
| 3                             | Egano Righi-Lambertini | Apostolischer Nuntius und Kurienerzbischof                       | 9. Juli 1960       | 30. Juni 1979 |
| 4                             | Jozef Tomko            | Kurienerzbischof                                                 | 12. Juli 1979      | 25. Mai 1985  |
| 5                             | Pier Luigi Celata      | Apostolischer Nuntius Kurienerzbischof                           | 12. Dezember 1985  |               |